# Walther P88
Le P88 est un pistolet semi-automatique développé par la firme allemande Walther en 1988, d'où le nom P88.
Ses caractéristiques principales sont :
- Court recul du canon sur rampe
- Platine sélective à double action (DA/SA)
- Sûreté automatique au percuteur
- Levier ambidextre désarmant le chien et fermant la culasse
- Arrêtoir du chargeur latéral des deux côtés
- Une grande capacité du chargeur empilé en quinconce

La fin de la production a été programmée en 1996 en faveur du P88 Compact qui était plus petit et plus léger. Il était aussi moins coûteux à la fabrication.
Le Walther P88 a une très bonne notoriété parmi les collectionneurs et les tireurs sportifs en raison de sa bonne précision (groupement de 40 à 50 mm à 25 yards) et sa construction de haute qualité.
Le Walter p88 a été tellement commercialisé en Allemagne qu'il a été l’arme principale dans la série Alerte Cobra qui est produite depuis 1996.

## Variantes

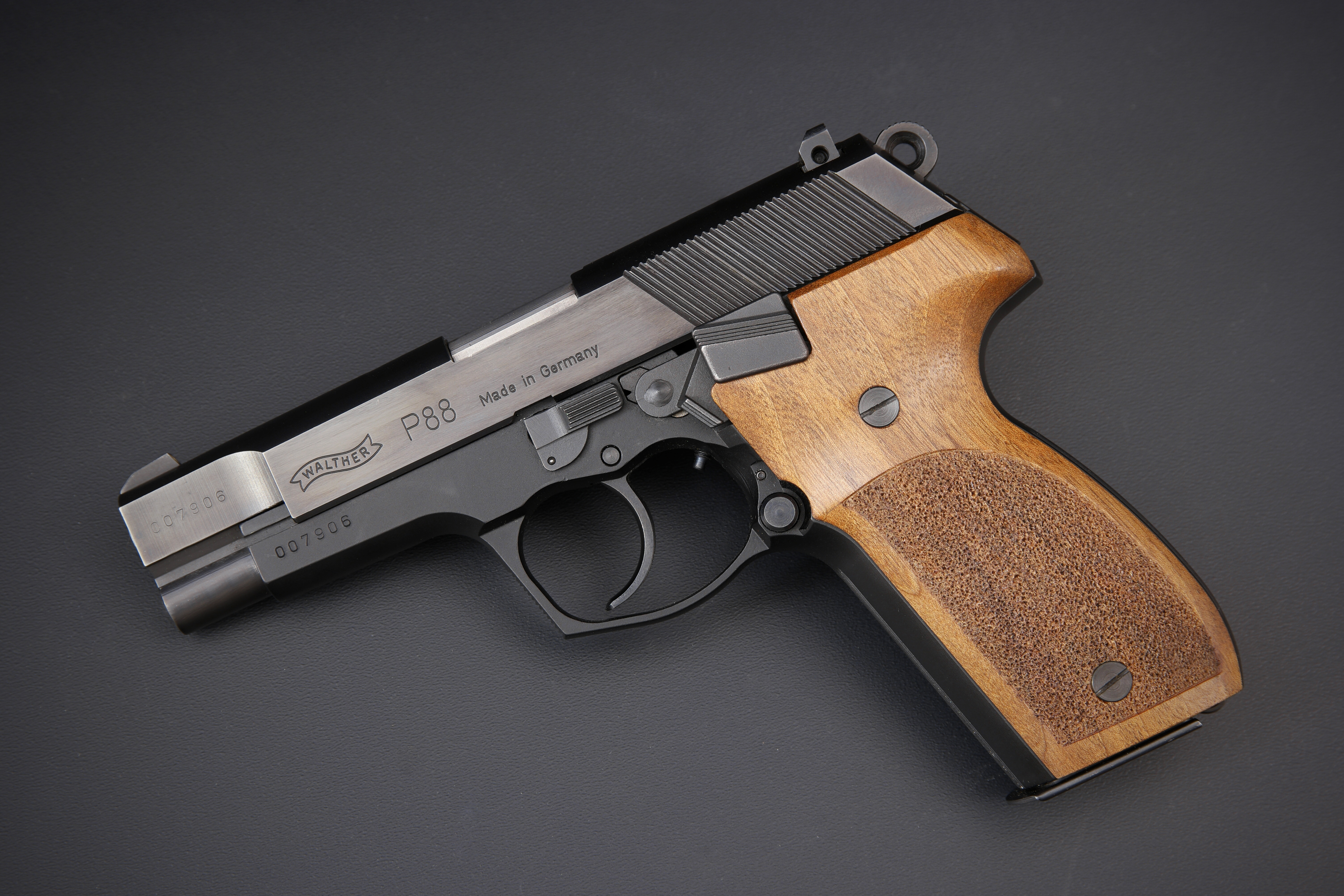

### P88 Compact
Plus léger (poids: 822 g) et un peu plus petit (longueur : 181 mm) avec quelques différences mineures Sa production a commencé en 1996. Il est également chambré en 9 mm Parabellum. Son chargeur contient 10 coups plus 1 dans le canon. 
Une version P88 Compact Police a été commercialisée avec une platine double action only (DAO). 
Une version particulière, le P88 compact d’alarme a également été fabriquée, et chambrée en 9 mm P.A.K (à blanc ou à gaz).

### P88 Champion
Chambré en 9 mm Parabellum, et avec canon de 102 mm ou canon de 127 mm équipé d’un compensateur de relèvement à 2 fentes inversé ou canon de 150 mm avec compensateur à 3 fentes.

### P88 Compétition
Chambré en 9 mm Parabellum ou en .22 Long Rifle et avec canon de 127 mm et compensateur de relèvement inversé de une ou deux fentes.

## Caractéristiques
- Calibre: 9 mm Parabellum - .22 Long Rifle
- Longueur : 186 mm
- Longueur du canon : 104 mm
- Poids à vide : 900 g
- Chargeur: 15 coups

## Fiction
Le P88 compact arme les deux personnages principaux d'Alerte Cobra jusqu'à la mort de Tom Kranich (remplacé par un Sig-Sauer P228 pour Chris Ritter, puis pour Ben Jäger), ainsi que Le Clown.